# 洛陽龍屬
洛陽龍屬（學名：Luoyanggia）是偷蛋龍科恐龍的一屬，化石發現於中國河南省的洛陽市汝陽縣的劉店鄉，地質年代為白堊紀晚期的森諾曼階，約9600萬年前。模式種是劉店洛陽龍（L. liudianensis），是在2009年被敘述、命名。